# ヒンデミット賞
ヒンデミット賞(ドイツ語: Hindemith-Preis)は、現代音楽の作曲家の活動をヨーロッパ大陸内で振興する目的で、1990年に設立された。

## 概要
2023年現在は既発表の複数作品と活動歴を審査員に提出する必要がある。しかし2010年から2013年は国際作曲コンクールとして表彰され、40歳以下なら誰でも応募できるシステムであったが、2014年には元に戻った。
賞金は2万ユーロである。
設立当初は必ずしも若手作曲家へ授与する目的ではなかったが、Jan Müller-Wielandが20代で受賞してから低年齢化が進み、2023年現在では受賞基準は原則として40歳以下である。

## 受賞者一覧
- 1990年 Wilhelm Killmayer
- 1991年 Assoziation für moderne Musik (特例として現代音楽の演奏団体へ授与)
- 1992年 Wolfgang von Schweinitz
- 1993年 Jan Müller-Wieland
- 1994年 Babette Koblenz
- 1995年 Caspar Johannes Walter
- 1996年 Wolfram Schurig
- 1997年 Helmut Oehring
- 1998年 String Thing
- 1999年 Olga Neuwirth
- 2000年 Matthias Pintscher
- 2001年 Thomas Adès
- 2002年 Jörg Widmann
- 2003年 Rebecca Saunders
- 2004年 Jörn Arnecke
- 2005年 Lera Auerbach
- 2006年 Michel van der Aa
- 2007年 藤倉大
- 2008年 Márton Illés
- 2009年 Johannes Maria Staud
- 2010年 Sascha Lino Lemke
- 2011年 Markus Lehmann-Horn
- 2012年 Li Bo
- 2013年 Maximilian Schnaus (2. Preis: Alexander Muno, 3. Preis: Johannes Söllner und Daniel Smutny)
- 2014年 Bernd Richard Deutsch
- 2015年 David Philip Hefti
- 2016年 Anna Clyne
- 2017年 Samy Moussa
- 2018年 Clara Iannotta
- 2019年 Aigerim Seilova
- 2020年 Stefan Johannes Hanke
- 2021年 Mithatcan Öcal
- 2022年 Hannah Kendall
- 2023年 Alex Paxton